# IRB Nations Cup 2010
La IRB Nations Cup 2010 fu la 5ª edizione della Nations Cup, competizione internazionale organizzata dall'International Rugby Board al fine di favorire la crescita delle federazioni di secondo livello tramite l'incontro con le nazionali "A" di quelle di primo livello.
Si svolse tra l'11 e il 20 giugno 2010 a Bucarest fra sei squadre: le rappresentative A di Argentina, Italia e Scozia e le nazionali maggiori di Romania (Paese organizzatore), Georgia e Namibia.
Fu la quarta di dieci edizioni consecutive a tenersi in Romania, e vide la vittoria finale della Namibia che si aggiudicò il torneo per la prima volta; fu anche la prima volta che la nazionale africana vinse un torneo fuori dal suo continente.

## Formula
Come nelle due edizioni precedenti, per mantenere il torneo a girone unico in tre giornate ciascuna delle sei squadre incontrò solo tre delle altre cinque avversarie.
La classifica finale fu stilata secondo i risultati di tali tre incontri.
Il punteggio adottato fu quello dell'emisfero sud, quindi 4 punti per la vittoria, 2 per il pareggio, 0 per la sconfitta più gli eventuali bonus per quattro mete realizzate e/o la sconfitta con sette o meno punti di scarto.

## Squadre partecipanti
- Argentina A (Argentina Jaguares)
- Georgia
- Italia A
- Namibia
- Romania
- Scozia A

## Risultati

### 1ª giornata
| Arbitro: | Aruna Ranaweera |

|                             |      |                     |
| de la Harpe 44’ Winkler 80’ | mt   | 16’ Fercu 78’ Maris |
| Botha 44’                   | tr   | 16’, 78’ Dumbravă   |
| Botha 38’, 58’, 63’         | c.p. | 56’ Dumbravă        |

| Arbitro: | Bryan Arciero |

|                            |      |                                |
| Agulla 10’ Imhoff 35’      | mt   | 80’ Barbieri                   |
| González Iglesias 10’, 35’ | tr   | 80’ Orquera                    |
| González Iglesias 42’, 58’ | c.p. | 5’, 16’, 30’, 50’, 70’ Orquera |

| Arbitro: | Marius Jonker |

|                               |      |                                     |
| Robertson 3’ Fusaro 77’       | mt   | 42’ Sutiashvili                     |
| Laidlaw 3’                    | tr   | 42’ Kiasashvili                     |
| Laidlaw 16’, 21’ D. Blair 64’ | c.p. | 39’, 42’, 49’, 61’, 70’ Kiasashvili |

### 2ª giornata
| Arbitro: | Marius Jonker |

|                                          |      |                   |
| Orquera 7’, 10’, 34’, 38’, 47’, 49’, 59’ | c.p. | 53’ Kvirikashvili |

| Arbitro: | Bryan Arciero |

|                          |      |                                             |
| Rennie 14’ Laidlaw 73’   | mt   | 25’ Jantjies 49’ Esterhuizen 58’ du Plessis |
| D. Blair 14’ Laidlaw 73’ | tr   | 49’ Botha                                   |
| D. Blair 6’, 26’         | c.p. | 22’, 43’ Botha                              |

| Arbitro: | Neil Paterson |

|                                                  |      |            |
|                                                  | mt   | 10’ Cúneo  |
| Dumbravă 12’, 16’, 28’, 33’, 37’ Vlaicu 44’, 69’ | c.p. | 21’ Rosati |

### 3ª giornata
| Arbitro: | Neil Paterson |

|                           |      |                     |
| Kolelishvili 23’          | mt   | 56’ Koll 73’ Botha  |
| Urjukashvili 23’          | tr   | 73’ Jantjies        |
| Urjukashvili 5’, 14’, 63’ | c.p. | 43’, 45’, 70’ Botha |

| Arbitro: | Aruna Ranaweera |

|                                                           |      |                  |
| Tuculet 20’, 52’                                          | mt   | 9’ Rennie        |
| González Iglesias 52’                                     | tr   | 9’ Laidlaw       |
| González Iglesias 2’, 30’, 35’, 50’, 73’ Sánchez 78’, 80’ | c.p. | 37’, 63’ Laidlaw |

| Arbitro: | Marius Jonker |

|                                |      |                                      |
| Sgarbi 18’                     | mt   | 2’ Popescu 73’ Fercu                 |
| Orquera 18’                    | tr   | 73’ Dumbravă                         |
| Orquera 1’, 12’, 39’, 63’, 77’ | c.p. | 9’, 30’, 40’, 42’, 71’, 73’ Dumbravă |

## Classifica
|  | Squadre     | G | V | N | P | PF | PS | P±  | B | PT |
|  | ----------- | - | - | - | - | -- | -- | --- | - | -- |
|  | Namibia     | 3 | 3 | 0 | 0 | 63 | 43 | +20 | 0 | 12 |
|  | Romania     | 3 | 2 | 0 | 1 | 68 | 52 | +16 | 1 | 9  |
|  | Italia A    | 3 | 2 | 0 | 1 | 66 | 51 | +15 | 1 | 9  |
|  | Argentina A | 3 | 1 | 0 | 2 | 62 | 60 | +3  | 1 | 5  |
|  | Georgia     | 3 | 1 | 0 | 2 | 41 | 63 | -22 | 1 | 5  |
|  | Scozia A    | 3 | 0 | 0 | 3 | 54 | 78 | -24 | 2 | 2  |